# The Right Stuff (TV-serie)
The Right Stuff är en amerikansk historisk dramaserie som hade premiär på Disney+ den 9 oktober 2020.
Serien är baserad på Tom Wolfes roman Rätta virket.

## Handling
The Right Stuff är en dramatisering av Mercuryprogrammet och dess astronauter.

## Rollista i urval
- Jake McDorman – Alan Shepard
- Patrick J. Adams – John Glenn
- Colin O'Donoghue – L. Gordon Cooper
- James Lafferty – M. Scott Carpenter
- Aaron Staton – Walter Schirra
- Michael Trotter – Virgil I. Grissom
- Micah Stock – Deke Slayton
- Eric Ladin – Chris Kraft
- Patrick Fischler – Bob Gilruth
- Jackson Pace – Glynn Lunney
- Sacha Seberg – Wernher von Braun
- Nora Zehetner – Annie Glenn
- Eloise Mumford – Trudy Cooper
- Shannon Lucio – Louise Shepard